# وشنام شهداد
وشنام شهداد (بالفارسية: وشنام شهداد) هي قرية تقع في البلدة المركزية في إيران. يقدر عدد سكانها بـ 198 نسمة بحسب إحصاء 2016.